# Coelurosauravus
Coelurosauravus  (nombre que significa "reptil hueco abuelo") es un género extinto de reptil diápsido basal avicéfalo, que vivió durante el Pérmico Superior (época del Lopingiense) de Madagascar. Como sus otros parientes de la familia Weigeltisauridae, este género poseía estructuras óseas largas a lo largo de los bordes del cuerpo. Estas varillas óseas no eran extensiones de las costillas sino huesos independientes derivados de la piel del animal, un rasgo que es único de este género y sus parientes cercanos. Se cree que en vida, dichas estructuras estaban cubiertas de piel, formando superficies en forma de ala que Coelurosauravus pudo haber usado para planear, de forma similar a los actuales lagartos del género Draco.
Coelurosauravus solo está representado por su especie tipo, C. elivensis, la cual fue nombrada por Jean Piveteau en 1926 con base en fósiles hallados en la Formación Sakamena Inferior de Madagascar. Muchos otros géneros de weigeltisáuridos han sido incluidos desde su descubrimiento en Coelurosauravus. El más notable de estos es Weigeltisaurus jaekeli, descrito originalmente de restos hallados en Alemania en 1930. Esta especie europea es ahora conocida de varios especímenes hallados en Alemania y uno en Inglaterra, algunos de los cuales están muy bien preservados. En 1987, Weigeltisaurus jaekeli fue sinonimizado con Coelurosauravus como una segunda especie, Coelurosauravus jaekeli. Posteriormente, un estudio de 2015 reinstauró a Weigeltisaurus como un género separado para "Coelurosauravus" jaekeli, el cual ha seguido siendo usado por autores posteriores.
Los especímenes de Coelurosauravus tienes una longitud en promedio de 40 centímetros. El cuerpo era largo y aplanado, apto para el planeo. El cráneo se asemejaba al de un lagarto con un hocico en punta y tenía una parte posterior ancha con una cresta aserrada, que se parecía supeficialmente a las crestas de los dinosaurios ceratopsios.

## Historia del descubrimiento
Los únicos especímenes conocidos de Coelurosauravus fueron recolectados entre 1907-1908 por J.-M. Colcanap, un capitán de infantería del ejército colonial francés, en el suroeste de Madagascar. El yacimiento preciso es desconocido, pero probablemente se trata del Monte Eliva cerca de la zona río arriba del río Sakamena, un tributario del río Onilahy.

## Planeo

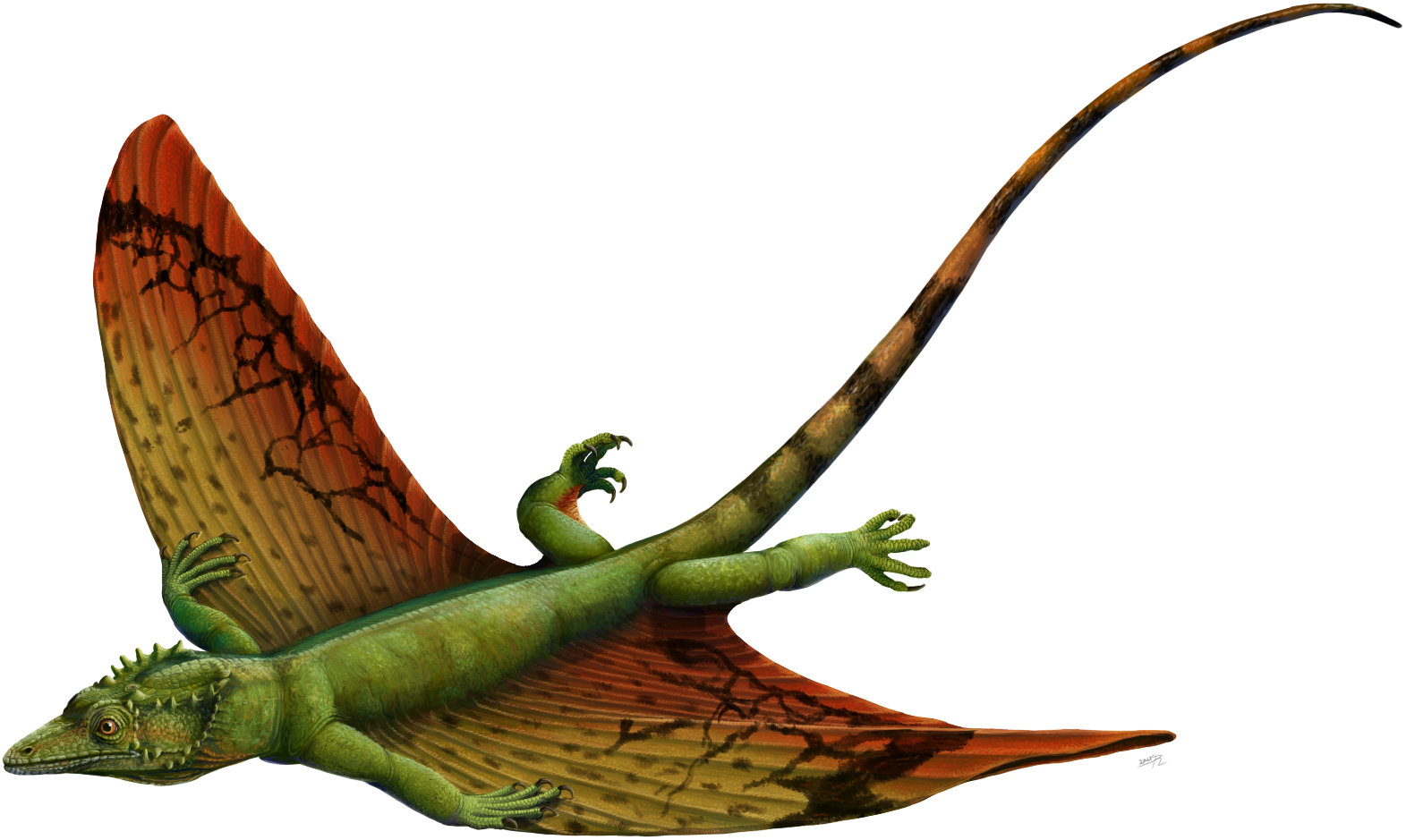
Reconstrucción en vida de Weigeltisaurus jaekeli, un pariente cercano de Coelurosauravus y anteriormente considerado como miembro del género

Las varillas óseas se originaban de la superficie lateral inferior del cuerpo. El plegamiento y despliegue de la membrana de vuelo era probablemente controlado por los músculos abdominales. Los fósiles preservados de su pariente Weigeltisaurus muestran que las varillas óseas tenían un alto grado de flexibilidad, de manera similar a las costillas de los actuales lagartos planeadores. Debido a la posición baja del ala, es probable que la superficie de planeo se inclinara hacia arriba para incrementar la estabilidad. Se ha observado en los lagartos planeadores modernos que las extremidades delanteras se aferran a la membrana durante el vuelo, lo que sugiere que estas extremidades se usan para controlar el patagio durante el vuelo. Se ha propuesto un comportamiento parecido para los weigeltisáuridos. En un estudio publicado en 2011 se comparó a Coelurosauravus elivensis y a otros reptiles planeadores extintos con las especies actuales de lagartos Draco, con la conclusión de que Coelurosauravus era un planeador menos eficiente que los Draco debido a su mayor tamaño corporal, con una carga alar de alrededor de 107.9 N/m2, 4.5 veces más alta que la de Draco, con una sustancial caída de la altura al planear, correspondiente con un ángulo de descenso en pendiente de más de 45 grados.

## Especímenes
Daedalosaurus madagascariensis Carroll, 1978, se basó en un espécimen de la Formación Sakamena del Pérmico Superior en la cuenca Morondava en Madagascar, y es un sinónimo de Coelurosauravus elivensis, la especie tipo de Coelurosauravus. Gracilisaurus ottoi y Weigeltisaurus jaekeli, ambos de Kupferschiefer del Pérmico Superior de noreste de Alemania, fueron también sinonimizados con Coelurosauravus en 1987. Weigeltisaurus jaekeli fue preservado como una especie diferente de Coelurosauravus,  Coelurosauravus jaekeli. Un par de estudios publicados en 2015 por Bulanov y Sennikov revaluaron el material craneano referido a Coelurosauravus y restablecieron a Weigeltisaurus como un género válido.

### Coelurosauravus elivensis
Conocido de la Formación Sakamena de Madagascar.
- IP 1908-11-21a: Holotipo de C. elivensis (Piveteau, 1926). Un cráneo mal preservado y un esqueleto parcial.
- IP 1908-11-22a: Cara y contracara (IP 1908-11-23a) que contiene fragmentos del cráneo y la mitad anterior del esqueleto.
- IP 1908-5-2: Holotipo de Daedalosaurus madagascariensis (Carroll, 1978). Cara y contracara (IP 1908-5-2b) de un esqueleto parcial que incluye piezas craneanas y estructuras de planeo.

### Coelurosauravus (Weigeltisaurus) jaekeli
Conocido de Kupferschiefer en Alemania y Marl Slate en Inglaterra.
- Espécimen de Greifswald (SSWG 113/7): Holotipo de Palaeochamaeleo/Weigeltisaurus/Coelurosauravus jaekeli (Weigelt, 1930). Un esqueleto parcial que incluye un cráneo bien preservado, vértebras, extremidades y estructuras de planeo.
- GM 1462: Holotipo de Gracilisaurus ottoi (Weigelt, 1930). Un esqueleto parcial con una extremidad anterior, vértebras del cuello, fragmentos del cráneo y estructuras de planeo.
- Especímenes de Wolfsberg & Cornberg: ejemplares en colecciones privadas descritos por Schaumberg (1976).
- Espécimen de Eppleton (TWCMS B.5937 1&2): un esqueleto parcial bien preservado que incluye el torso, extremidades posteriores, parte de la cola, y estructuras de planeo, todas articuladas. Es el único espécimen que se conoce de Inglaterra, específicamente de Marl Slate cerca de Hetton-le-Hole, Tyne and Wear. Fue descrito originalmente en Nature por Pettigrew (1979).[10]
- Espécimen de Bodental: Un espécimen de una colección privada que fue descrito por Schaumberg (1986).
- Espécimen de Ellrich (SMNK 2882 PAL): un esqueleto bien preservado y completamente articulado descrito originalmente en la revista Science por Frey, Sues, & Munk (1997).[11][12]

## Paleoambiente
La Formación Sakamamena Inferior fue depositada en un ambiente de humedales situado en un valle de rift orientado en sentido norte-sur, quizás similar al actual lago Tanganica. El clima en la época en que se depositó era templado, cálido y húmedo, con lluvias estacionales y posibles monzones. La flora de esta formación incluye a los equisetos Schizoneura, Glossopteris y al helecho de semillas Lepidopteris. Entre los otros vertebrados descubiertos en esta formación se incluyen el pez paleoniscoideo Atherstonia, el pararreptil procolofónido Barasaurus, los neodiápsidos Hovasaurus, Claudiosaurus, Thadeosaurus y Acerodontosaurus, fragmentos de temnospóndilos rinesúquidos, un terápsido teriodonto indeterminado y el dicinodonte Oudenodon.